# Ласло Дєньдєші
Ласло Дєньдєші (угор. Gyöngyösy László, 13 січня 1861, Ужгород — 23 лютого 1925, Будапешт) — угорський письменник та історик літератури.

## Діяльність
Він походив зі старої знатної родини, ймовірно, у тому числі його поета Іштвана Дєньдєші. Його батько був адвокатом, і коли він помер у 1874 році, їх земля була продана з аукціону. Хлопчик залишився зі своєю старою матір'ю. Школу закінчив у 1877 році в гімназії в Ужгороді. У 1878 році поїхав до Шарошпатаку, щоб вивчати теологію, а звідти до Дебрецена. З 1879 року він був студентом Будапештського університету і займався французькою, німецькою, англійською та угорською літературами. У 1881—1886 роках працював журналістом, а потім став викладачем: з 1886 року був призначений в Асод, у вересні 1887 року — Гойдунанаш, а в 1890 році — в реформований ліцей у Марамуреші. У 1894 році його перевели до Темешварської середньої школи.
Він писав романи, вірші, оповідання та кілька праць з історії літератури.. З вересня 1882 року, будучи внутрішнім співробітником Magyar Föld, він писав портфоліо, а також вів щоденний розділ новин. Він також працював у галузі церковної та просвітницької літератури, зокрема, у Дебреценському протестантському журналі, у протестантській Церкві та шкільному журналі.

### Творчість
- Chuzzlewit Márton élete és kalandjai (Charles Dickens regényének fordítása angolból; három kötet, Budapest, 1885)
- Hazulról (elbeszélések, Budapest, 1888)
- Arany János élete és munkái (Budapest, 1901)
- Belső emberek (1902)
- A régi ösvényen (költemények, 1903)
- Fiatal házasok (regény, 1903)
- Gyöngyösi István élete és munkái (Budapest, 1905)
- Mikszáth Kálmán (Budapest, 1911)
- Pósa Lajos életrajza (Budapest, 1920).